# Geologische barometer
Een geologische barometer of geobarometer is in de geologie een mineraal, een aantal mineralen of een verhouding van elementen of stabiele isotopen in een bepaald mineraal of bepaalde mineralen, dat/die stabiel is bij een beperkt interval van druk, maar niet gevoelig is voor verandering in temperatuur. 
Uit geobarometers kan worden afgeleid bij welke druk de mineralen in een gesteente kristalliseerden. Dit kan van pas komen bij het bepalen van de druk waaronder het gesteente stolde of een bepaalde deformatiefase onderging.
In de diepere aardkorst, waar de meeste metamorfe en stollingsgesteenten ontstaan, is de druk meestal alleen afhankelijk van het gewicht van de bovengelegen gesteentelagen (de zogenaamde lithostatische druk). De druk is daarmee ongeveer rechtevenredig afhankelijk van de diepte in de aardkorst, zodat geobarometrie iets zegt over de diepte waarbij het gesteente vormde. Gegevens over de diepte kunnen in de structurele geologie gebruikt worden om tektonische modellen mee te testen.